# Čiča
Čiča (Чича) è un film del 1991 diretto da Vitalij Vjačeslavovič Mel'nikov.

## Trama
Il film racconta di un artista gentile che per tutta la vita ha cantato con una voce strana.